# Sant'Anna Arresi
Sant'Anna Arresi (sardisk: Arrèsi) er en by og en kommune (comune) i provinsen Sud Sardegna i regionen Sardinien i Italien. Byen ligger i 77 meters højde og har 2.737 indbyggere (2016). Kommunen har et areal på 36,68 km² og grænser til kommunerne Masainas og Teulada.